# Syntormon asiaticus
Syntormon asiaticus är en tvåvingeart som beskrevs av Negrobov 1975. Syntormon asiaticus ingår i släktet Syntormon och familjen styltflugor. Inga underarter finns listade i Catalogue of Life.